# Martin Schumacher (Historiker)
Martin Schumacher (* 17. November 1939 in Beuel) ist ein deutscher Historiker.

## Leben
Schumacher wurde nach einem Studium der Geschichte 1966 an der Rheinischen Friedrich-Wilhelms-Universität Bonn mit einer Untersuchung über die Auslandsreisen deutscher Unternehmer zwischen 1750 und 1851 zum Dr. phil. promoviert. Er wurde 1980 als Nachfolger von Alfred Milatz Generalsekretär der bis 2006 in Bonn ansässigen Kommission für Geschichte des Parlamentarismus und der politischen Parteien und behielt dieses Amt bis zum Eintritt in den Ruhestand 2007.
Schumachers Forschungsgebiet ist die Parteien- und Parlamentarismusgeschichte.

## Veröffentlichungen (Auswahl)
- Ausgebürgert unter dem Hakenkreuz. Rassisch und politisch verfolgte Rechtsanwälte. Biographische Dokumentation einer Spurensuche zur deutschen Emigration nach 1933. Aschendorff Verlag, Münster 2021, ISBN 978-3-402-24749-5.
- Von Max Alsberg bis Ludwig Töpfer. Bücher und Bibliotheken jüdischer Rechtsanwälte nach 1933. Verluste, Fundstücke und ein Erbe aus „Reichsbesitz“. Schmidt, Neustadt/Aisch 2012, ISBN 978-3-87707-844-0.
- M.d.B. – Die Volksvertretung 1946–1972. Kommission für Geschichte des Parlamentarismus und der politischen Parteien, Berlin 2006.
- Annotierte Bibliographie 2004. Die Veröffentlichungen der Kommission für Geschichte des Parlamentarismus und der Politischen Parteien seit 1952. Droste, Düsseldorf 2004, ISBN 3-7700-5261-7.
- Volksvertretung im Wiederaufbau 1946–1961. Bundestagskandidaten und Mitglieder der westzonalen Vorparlamente. Eine biographische Dokumentation. Droste, Düsseldorf 2000, ISBN 3-7700-5224-2.
- mit Achim Dünnwald und Ralf Gebel: Autoren, Bücher, Rezensenten. Annotierte Bibliographie 1953–1998. Die Veröffentlichungen der Kommission für Geschichte des Parlamentarismus und der Politischen Parteien. Droste, Düsseldorf 1998, ISBN 3-7700-5216-1.
- M.d.L. Das Ende der Parlamente 1933 und die Abgeordneten der Landtage und Bürgerschaften der Weimarer Republik in der Zeit des Nationalsozialismus. Politische Verfolgung, Emigration und Ausbürgerung 1933–1945. Ein biographischer Index. Droste, Düsseldorf 1995, ISBN 3-7700-5189-0.
- als Hrsg.: MdR. Die Reichstagsabgeordneten der Weimarer Republik in der Zeit des Nationalsozialismus. Politische Verfolgung, Emigration und Ausbürgerung 1933–1945. Eine biographische Dokumentation. bearb. von Katharina Lübbe in Verbindung mit Wilhelm Heinz Schröder. Unter Mitwirkung von Angela Joseph und Evelyn Richter sowie weiteren Mitarbeitern. Droste, Düsseldorf 1991, ISBN 3-7700-5162-9.
- Weimar-Index. Deutscher Reichsanzeiger und Preußischer Staatsanzeiger. Register 1918–1933. Droste, Düsseldorf 1988, ISBN 3-7700-5148-3.
- Deutsche Parlamentshandbücher. Bibliographie und Standortnachweis. Droste, Düsseldorf 1986, ISBN 3-7700-5137-8.
- Land und Politik. Eine Untersuchung über politische Parteien und agrarische Interessen 1914–1923. Droste, Düsseldorf 1979, ISBN 3-7700-5101-7.
- Wahlen und Abstimmungen. 1918–1933. Eine Bibliographie zur Statistik und Analyse der politischen Wahlen in der Weimarer Republik. Droste, Düsseldorf 1976, ISBN 3-7700-5089-4.
- (Bearb.): Parlamentspraxis in der Weimarer Republik. Tagungsberichte der Vereinigung der Deutschen Parlamentsdirektoren 1925–1933 (= Quellen zur Geschichte des Parlamentarismus und der politischen Parteien. Reihe 3: Die Weimarer Republik. Bd. 2). Hrsg. von der Vereinigung der Deutschen Parlamentsdirektoren, Droste, Düsseldorf 1974.
- Mittelstandsfront und Republik. Die Wirtschaftspartei, Reichspartei des deutschen Mittelstandes 1919–1933 (= Beiträge zur Geschichte des Parlamentarismus und der politischen Parteien. Bd. 44). Droste, Düsseldorf 1972.
- Auslandsreisen deutscher Unternehmer 1750 bis 1851 unter besonderer Berücksichtigung von Rheinland und Westfalen. Rheinisch-Westfälisches Wirtschaftsarchiv, Köln 1968 (zugleich: Universität Bonn, phil. Diss. 1966).